# Масонский конвент
Масонский конвент — термин, который происходит от латинского сonventus и впервые использован в таком смысле в отношении конгрессов, которые проводят масоны.

## Использование термина

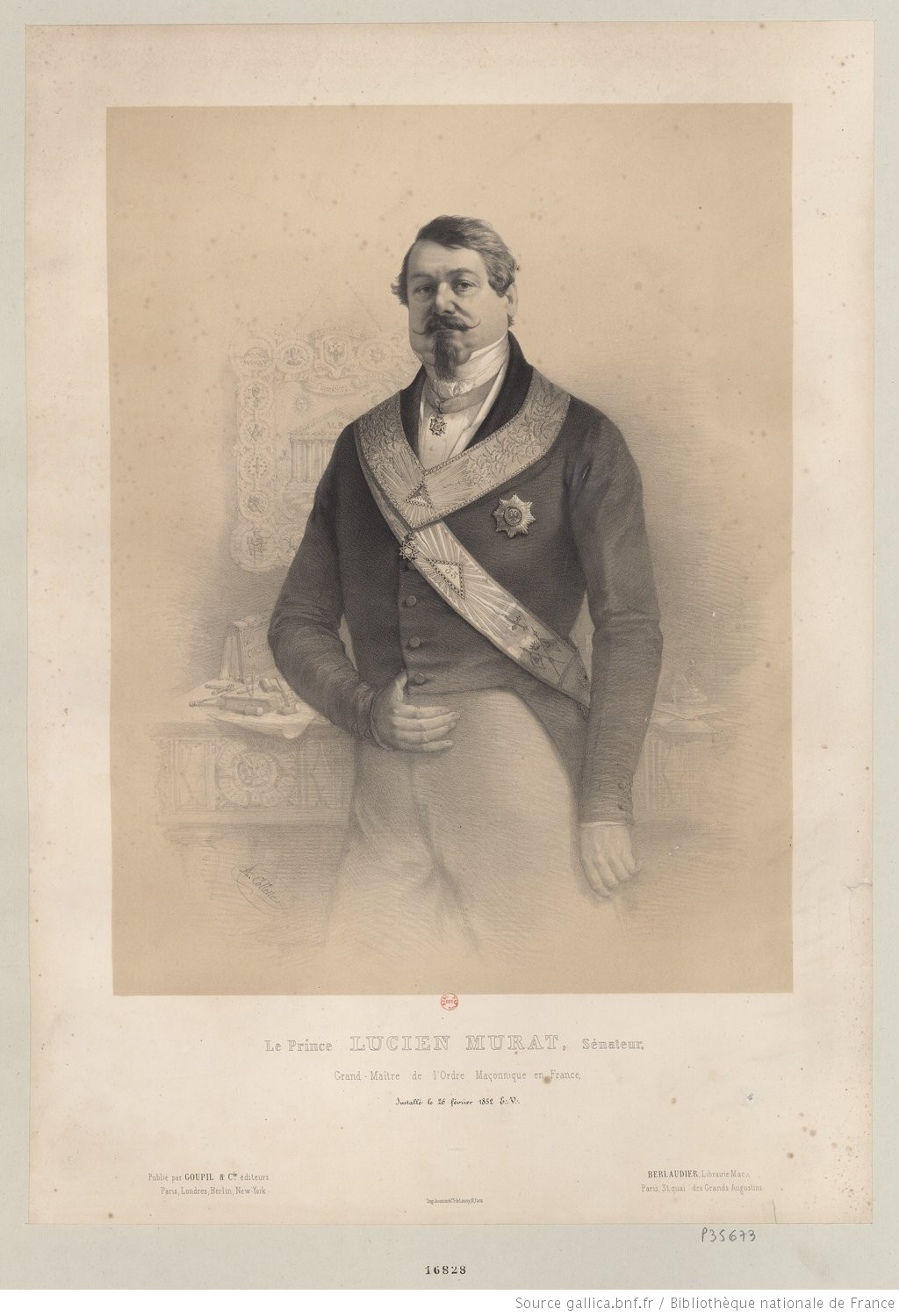
Принц Люсьен Мюрат

### Во Франции
Во Франции, начиная с первого общего собрания лож Великого востока Франции, названный так принцем Люсьеном Мюратом в 1854 году, этот термин обозначает более конкретно годовые общие собрания представителей (депутатов) масонских лож.

### В России
В России принято подобные ежегодные собрания представителей (депутатов и просто гостей из числа масонов) всех лож называть ассамблеей. Ассамблеи проходят раз в полгода и называются как правило — летняя/или генеральная ассамблея, и зимняя — малая. На масонских ассамблеях обсуждаются вопросы необходимости внесения изменений в документы великой ложи — в генеральный регламент великой ложи, конституцию, ритуалы, обсуждаются и принимаются к исполнению вопросы установления братских отношений с другими великими ложами, проводятся выборы великого мастера и других великих офицеров, заслушиваются отчёты великих офицеров, проводится чтение и утверждение бюджета великой ложи, а также планируются масонские и иные просветительские мероприятия в рамках послушания.

## Другое использование термина
Термин конвент не следует путать с ковеном: так обозначается ячейка в западном неоязычестве, особенно в викке (coven). Термин «конвент» происходит от латинского conventus («собрание»).

## Известные конвенты

### Конвент в Вильгельмсбаде

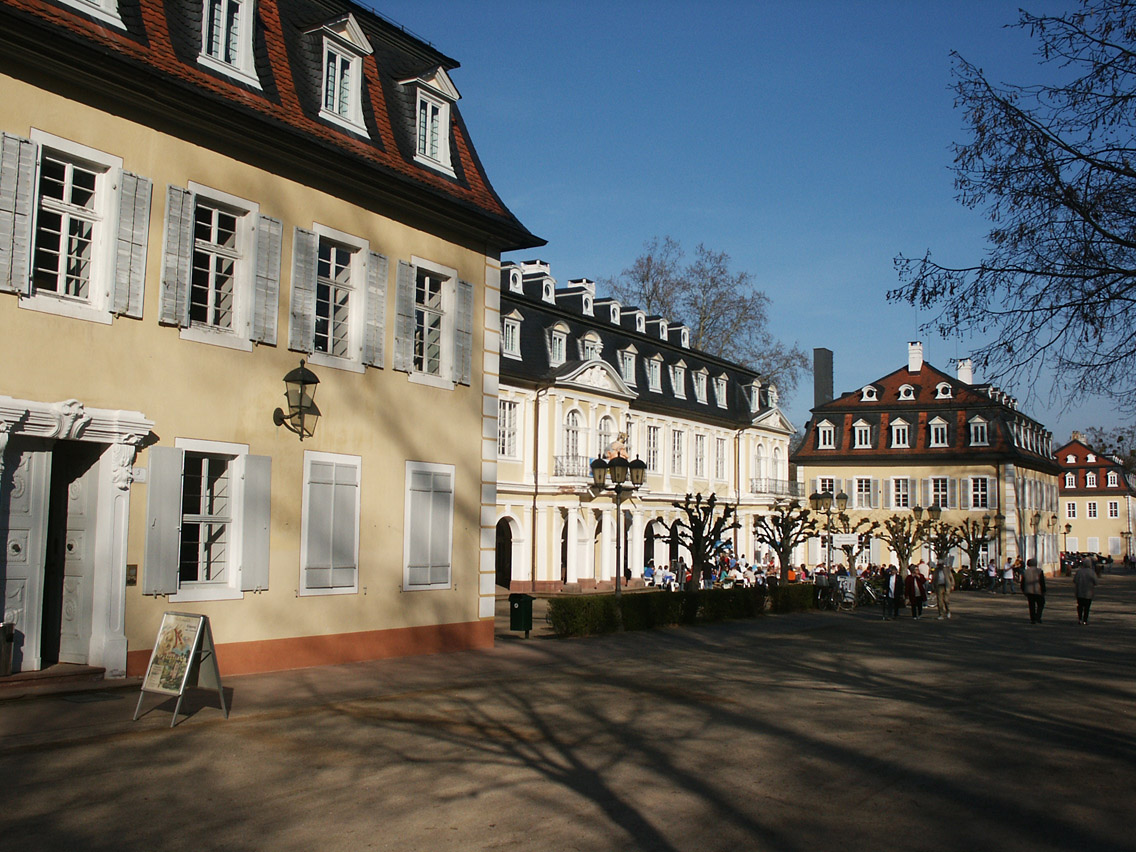
Вильгельмсбад — ныне один из районов Ханау

Конвент открылся 16 июля 1782 года в Вильгельмсбаде. Он проходил под патронажем немецкого масонства, Одним из вопросов обсуждаемых на конвенте, было преобразование Устава строгого соблюдения в Исправленный шотландский устав, который разработал Жан-Батист Виллермоз. В уставе в частности предусматривалось изъятие тамплиерских степеней, что и было сделано решением 33 делегатов.
Одним из вопросов был знаменитый «Меморандум герцога Брауншвейгского» брата Жозефа де Местра, написанный специально для герцога Фердинанда Брауншвейг-Люнебургского, который представлял в Вильгельмсбаде масонские и мартинистские ложи, но не участвовал в работе конвента как делегат. Франсуа-Анри де Вирьё (1754—1793), после участия в конвенте, основал мартинисткие масонские ложи в Лионе.

### Конвент в Лозанне
Конвент верховных советов ДПШУ в Лозанне в 1875 году был историческим событием в ходе проведения которого были предприняты усилия 11 Верховных советов по пересмотру и реформированию великой конституции 1786 года Древнего и принятого шотландского устава.
Конвент проходил 6 — 22 сентября 1875 года с участием представителей Верховных советов Англии (и Уэльса), Бельгии, Кубы, Шотландии, Франции, Греции, Венгрии, Италии, Перу, Португалии, Швейцарии и представителей других национальных Советов. В день закрытия, 9 оставшихся представителей подписали итоговые декларации и договора.